# Окаяма (траса)
Окаяма (раніше відома як TI Аїда) — траса Формули-1, знаходиться неподалік від міста Аїда, Окаяма, Японія. Траса була побудована в 1990 році. Її відкриття ознаменувалося змаганнями старих автомобілів і мотоциклів, ведених асами минулих років — Стірлінгом Моссом, Річардом Еттвудом, Джимом Редменом, Девідом Хоббсом та ін. На їх честь і був названий ряд поворотів, яких всього на кільці налічується дванадцять.
Кільце має дві досить довгі прямі — «старт-фініш» і пряму за поворотом «Етвуд» — і цілий лабіринт поворотів — «шпилька», повороти «Revolver», «Redman», «Hobbs» і «Mike Knight». Це і обумовлює порівняно невисокі середні швидкості, що показуються учасниками, — порядку 170-175 км/год.
До недоліків автодрому відноситься його відносна важкодоступність для учасників змагань і глядачів, яким, щоб дістатися від найближчого міста Кобе до траси, доводиться долати по серпантинах гірський перевал. Але тим не менше на гонки чемпіонатів світу 1994-1995 років, що проходили на Аїді, приїжджало понад 100 тисяч глядачів.

## Переможці Гран-прі Тихого океану на трасі TI
| Сезон | Пілот           | Конструктор      | Звіт |
| ----- | --------------- | ---------------- | ---- |
| 1995  | Міхаель Шумахер | Benetton-Renault | Звіт |
| 1994  | Міхаель Шумахер | Benetton-Ford    | Звіт |